# Maamakunudhoo-Atoll
Das Maamakunudhoo-Atoll (Makunudu, früher Malcolm-Atoll) ist das westlichste Atoll der Malediven und liegt im Norden des Staats, 18 Kilometer westlich der Nordwestseite des wesentlich größeren Thiladhunmathi-Miladummadulhu-Atolls, von dem es durch eine tiefe Meeresstraße getrennt ist. Es weist eine Gesamtfläche von 142,48 km² auf. Davon sind weniger als ein Quadratkilometer (0,96 km²) Festland, das sich auf vier Inseln verteilt.
Bei einer Länge von 28 Kilometern und einer maximalen Breite von sechs Kilometern weist das Atoll im Grundriss eine längliche und schmale Form auf. Der nahezu geschlossene Riffkranz weist nur an der Ostseite zwei Öffnungen auf, die auch nur durch Boote zur Einfahrt in die Lagune passierbar sind. Die Lagune weist Tiefen bis zu 31 Metern auf.
Von den vier Inseln im Atoll ist lediglich das am nordöstlichen Riffkranz gelegene Eiland Makunudhoo bewohnt. Die Einwohnerzahl beträgt 1.282 (Stand: Zensus 2014). Zur Volkszählung 2006 betrug die Bevölkerung 1.045. Die drei unbewohnten Inseln sind ungenutzt. Insbesondere gibt es keine Touristeninseln.

## Inseln
| Inselname     | Aliasname               | Verwaltungsatoll | Koordinaten                 | Fläche (km²) | Einwohner 2014 |
| ------------- | ----------------------- | ---------------- | --------------------------- | ------------ | -------------- |
| Makunudhoo    |                         | Haa Dhaal        | 6° 24′ 24″ N, 72° 42′ 20″ O | 0,720        | 1.045          |
| Innafushi     |                         | Haa Dhaal        | 6° 24′ 32″ N, 72° 38′ 44″ O | 0,022        | –              |
| Fenboahuraa   |                         | Haa Dhaal        | 6° 23′ 43″ N, 72° 41′ 38″ O | 0,077        | –              |
| Dhipparufushi | Faro Doru (Defarudorhi) | Haa Dhaal        | 6° 19′ 8″ N, 72° 38′ 26″ O  | 0,082        | –              |

## Verwaltung
Administrativ zählt Maamakunudhoo zum maledivischen Verwaltungsatoll (Distrikt) Thiladhunmathi Dhekunuburi (Haa Dhaal), zu dem noch ein Teil des östlich benachbarten Thiladhunmathi-Miladummadulhu-Atolls gehört.